# Militärbefehlshaber (Deutsches Kaiserreich)
Die Militärbefehlshaber waren eine für den Kriegsfall vorgesehene Funktion der stellvertretenden Generalkommandos in den Armeekorpsbezirken und einiger Festungsbefehlshaber im Deutschen Kaiserreich. Im Königreich Bayern wurden sie durch die Verordnung vom 31. Juli 1914 eingesetzt. Während des Ersten Weltkriegs wurde diese Funktion wirksam. Auf Basis des Belagerungsrechts konnten sie in alle Bereiche des politischen, gesellschaftlichen und wirtschaftlichen Lebens eingreifen. Die Funktion des Militärbefehlshabers trug zur Militarisierung des gesamten öffentlichen und wirtschaftlichen Lebens während des Weltkrieges bei. Gleichzeitig war das System der Militärbefehlshaber in hohem Maße ineffizient.

## Aufgaben
Nach Erklärung des Kriegszustandes am 31. Juli 1914 gingen die Aufgaben der kommandierenden Generäle in den Bezirken der zwölf Armeekorps auf deren Stellvertreter über. Deren hauptsächliche Aufgaben waren die Versorgung des Feldheeres und die Ausbildung neuer Rekruten.
Als Militärbefehlshaber stand ihnen darüber hinaus die gesamte vollziehende Gewalt in ihren Bezirken zu. Sie konnten fast uneingeschränkt Anordnungen in ihren Befehlsbereichen erlassen. Die Rechtsgrundlage war in den einzelnen Bundesstaaten uneinheitlich, weil ein entsprechendes Reichsgesetz vor Kriegsbeginn nicht mehr zustande kam. In Bayern etwa galt ein Gesetz von 1912, das eine völlige Aussetzung der Grundrechte ausschloss. In Preußen und dem übrigen Reichsgebiet dagegen galt das Gesetz über den Belagerungszustand von 1852. Damit hatte der Militärbefehlshaber das Weisungsrecht gegenüber zivilen Behörden bis hin zu den Landesministern. Sie konnten auch in die Grundrechte jedes einzelnen Staatsbürgers eingreifen. Verantwortlich waren die Militärbefehlshaber außerhalb Bayerns lediglich dem Kaiser. Zu einer zentralen und gleichmäßigen Steuerung des Belagerungszustandes kam es daher nicht.
Die Funktion eines Militärbefehlshaber hatten neben den Inhabern des stellvertretenden Generalkommandos auch Gouverneure und Kommandanten der Festungen. Insgesamt existierten 1914 57 Militärbefehlshaber. In Bayern wurde diese Funktion vom Kriegsministerium für die drei dortigen stellvertretenden Generalkommandos ausgeübt. Die Zahl der Militärbefehlshaber verringerte sich während des Krieges. Einige Gebiete unterstanden direkt den Frontarmeen und die Kommandanten einiger Festungen verzichteten auf die Funktion eines Militärbefehlshabers zu Gunsten eines stellvertretenden Generalkommandos. Andere Festungskommandeure wehrten sich gegen eine Unterstellung.
Problematisch war, dass die geographischen Zuständigkeitsbereiche der Militärbefehlshaber oft nicht mit denen der zivilen Territorien übereinstimmten. Provinzen oder Länder stimmten nur in seltenen Fällen wie im Fall der Provinz Brandenburg oder Württemberg mit denen der Armeekorps überein. Teilweise überschnitten sie sich sogar innerhalb eines Regierungsbezirks. Andere Militärbefehlshaber waren zuständig für mehrere (meist kleine) Länder.
Die Eingriffe der stellvertretenden Generalkommandos etwa im Zuge des Vaterländischen Hilfsdienstgesetzes oder des Hindenburgprogramms insgesamt in den Arbeitsmarkt und andere zivile Bereiche erfolgten nicht nur auf Weisungen übergeordneter Behörden, sondern wurden auch vom Militärbefehlshaber selbst ausgeübt. Letztlich beanspruchten die Militärbefehlshaber zur Sicherung der öffentlichen Sicherheit Eingriffe in fast alle gesellschaftlichen Bereiche. Dies betraf die Regulierung der Lebensmittelversorgung oder die Zuweisung von Arbeitskräften in der Landwirtschaft.
Eine wichtige Rolle spielten die Militärbefehlshaber hinsichtlich der Überwachung der politischen und sozialen Bewegungen wie auch der Zensur. Die Militärbefehlshaber griffen in das Versammlungsrecht ein. Hinsichtlich der Zensur bedienten sie sich neben militärischen Stellen und zivilen Behörden insbesondere der Polizei. Die zentralen Zensuranweisungen wurden dabei von den Militärbefehlshabern nicht selten auf Grund ihrer Befugnisse abgeändert. Auch in dieser Hinsicht gelang so keine wirkliche Vereinheitlichung. Daneben organisierten sie regierungsfreundliche Propaganda.
Es gab verschiedene Ansätze zu einer Vereinheitlichung auch durch Schaffung neuer zentraler Institutionen. Insbesondere mit längerer Dauer des Krieges zeigte sich, dass die einzelnen Militärbefehlshaber mit ihren Aufgaben, etwa hinsichtlich der Beurteilung der politischen Lage, überfordert waren und sie waren daher durchaus bereit, Kompetenzen abzugeben. Wichtig war dabei etwa die Schaffung des Kriegsamtes zuständig für kriegswirtschaftliche Fragen. Allerdings gerieten die Kriegsamtsnebenstellen bald in Kompetenzkonflikte mit den stellvertretenden Generalkommandos. 
Im Dezember 1916 wurde die koordinierende Stelle eines Obermilitärbefehlshabers eingerichtet und der preußische Kriegsminister damit betraut. Am 15. Oktober 1918 wurde der Obermilitärbefehlshaber weisungsbefugt gegenüber den Militärbefehlshabern.